# Wilsberg: Wellenbrecher
Wellenbrecher ist die 67. Folge der Fernsehfilmreihe Wilsberg. Der Film basiert auf der Wilsberg-Figur von Jürgen Kehrer. Regie führte Sven Nagel, das Drehbuch schrieb Stefan Rogall. Die Folge wurde am 8. Februar 2020 im Samstagabendprogramm des ZDF ausgestrahlt. Sie war als Jubiläumsfolge zum 25-jährigen Bestehen der Reihe angekündigt worden.

## Inhalt

### Kriminalfall
Georg Wilsberg fährt als Experte für Erbrecht auf Bitte von Alex mit deren Kollegin Dr. Tessa Tilker nach Norderney, um eine Erbschaftsangelegenheit zu regeln. Der Immobilienriese Ole Folkerts ist verstorben und seine beiden Kinder Nele und Sönke wollen das Erbe antreten, doch seine Sekretärin Tanja Steinthal legt ein wenige Wochen vor seinem Tod ausgefertigtes Testament vor, das sie zur Haupterbin macht. Dieses Testament wird von den Kindern natürlich angefochten.
Während Tilker die beiden Kinder vertritt, schlägt sich Wilsberg auf Steinthals Seite, zumal sie ihn als Beschützer in ihrer Nähe haben möchte, aber auch auf ein erotisches Abenteuer aus ist. Wilsberg findet heraus, dass Neles Verlobter Ortwin Paulsen, der Bestatter, erhebliche Spielschulden hat und auf die Erbschaft angewiesen ist.
Ein Handschriftenexperte kommt zu dem Schluss, dass das von Steinthal vorgelegte Testament entgegen ihren Beteuerungen nicht von Ole Folkerts geschrieben wurde. Da fällt ihr auf, dass eine versehentliche Verschmierung fehlt – ihr Original wurde bei einem kürzlichen Einbruch gegen eine Abschrift getauscht.
Anhand eines Videos einer Überwachungskamera stellt sich heraus, dass Ole Folkerts von Sönke vergiftet wurde, während Nele mit Hilfe Paulsens das Testament getauscht und Steinthal zu töten versucht hat.

### Weitere Handlung
Zufällig treffen auf Norderney etliche Figuren aus zurückliegenden Wilsberg-Folgen sowie der Friesland-Crossover-Folge Morderney zusammen und ergehen sich in Anfeindungen und Eifersüchteleien, hinter denen die eigentliche Kriminalhandlung in den Hintergrund tritt:
- Jan Brockhorst checkt im selben Hotel ein wie Wilsberg und Tilker.
- Insa Scherzinger macht Urlaub, trifft Grit Vierboom und versucht Brockhorst aus dem Weg zu gehen.
- Overbeck hat sich krankgemeldet, macht aber tatsächlich Urlaub auf Norderney.
- Anna Springer kommt mit dem Verdacht auf die Insel, Wilsberg habe eine Affäre mit Tilker.
- Harald Drechshage versucht, mit allen jungen Frauen anzubändeln, die ihm begegnen.

Jan Brockhorst, der Tanja Steinthal als Betrügerin kennt und verfolgt, vermutet ein Verhältnis zwischen Wilsberg und Tilker und meldet dieses telefonisch an Anna, der er schon in „Morderney“ den Hof gemacht hatte. Anna reist inkognito an, stellt Wilsberg zur Rede und wischt seine wahrheitsgemäße Erklärung als Ausrede beiseite. Später kommen sie und Brockhorst sich näher. Harald Drechshage macht sich Hoffnungen auf Insa Scherzinger, die ihn sehr kalt abblitzen lässt, und dann auch auf Nele Folkerts, deren Beach-Yoga-Kurs er besucht. Als Scherzinger und Overbeck Brockhorsts Hotelzimmer durchsuchen, müssen sie sich vor Brockhorst und Springer unterm Bett verstecken und bekommen deren Gespräch mit; Anna Springer merkt dieses am nächsten Morgen an Overbecks Schnarchen unterm Bett, der es bis dahin erfolgreich geschafft hat, von ihr nicht beim Krankfeiern gesehen zu werden. All diese persönlichen Verwicklungen lösen sich am Ende auf.

## Trivia
Der Running Gag Bielefeld erscheint gleich zu Anfang als Herkunftsort von Tessa Tilker. Das Kennzeichen ihres Autos ist „BI MS 69“ und somit eine Kombination aus den Unterscheidungszeichen für Bielefeld (BI) und Münster (MS). Zudem ist Bielefeld durch die Anwesenheit von Kommissar Harald Drechshage auf Norderney ständig „präsent“.
Die Hauptfiguren Ekki Talkötter und Alex Holtkamp treten in dieser Folge nicht auf. Die spätere Hauptfigur Tessa Tilker tritt erstmals in Erscheinung.
Bei dem Musiktitel am Ende der Episode handelt es sich um Could You Be Loved von Bob Marley & the Wailers aus dem Jahr 1980.

## Rezeption

### Einschaltquote
Bei der Erstausstrahlung von Wellenbrecher am 8. Februar 2020 im ZDF wurde der Film in Deutschland von insgesamt 7,94  Millionen Zuschauern gesehen und erreichte einen Marktanteil von 26,1 Prozent.

### Kritik
Tilmann P. Gangloff zeigt sich in der Frankfurter Rundschau enttäuscht: „Vermutlich hätte aus dem Geschichtchen trotzdem ein ganz passabler Film werden können, dessen Schwerpunkt wie bei „Morderney“ in erster Linie die komödiantische Ebene gewesen wäre, aber nicht mal das hat geklappt: Viel zu viele potenziell witzige Wortwechsel sind allzu deutlich auf den Gag hin geschrieben und inszeniert; die Nebendarsteller haben zudem teilweise hörbare Schwierigkeiten, ihre Dialoge nicht aufgesagt klingen zu lassen. […] Aus dem Rahmen fällt der Film im Grunde nur wegen der diversen Paarungen, die allesamt wie Altmännerträume anmuten: Gleich mehrfach dürfen sich ältere Herren erfolgreich an deutlich jüngere, deutlich ansehnlichere und nicht zuletzt deutlich schlankere Frauen ’ranmachen.“
Jan Henrik Gerdener von der Neuen Westfälischen kommt unter dem Titel „Zu viele Ermittler verderben den Brei“ zu dem Schluss: „Einziger Lichtblick sind Leonard Lansink und Rita Russek, die schauspielerisch zumindest etwas Leben in die 90 Minuten bringen und zeigen, was die Serie erst zum Erfolg gemacht hat. […] Russek spielt im wahrsten Sinne des Wortes gegen das Drehbuch an, das ihre jahrelange Rolle der Kommissarin Springer auf eine von Eifersucht geblendete Stalkerin reduziert. […] Als Jubiläumsfolge enttäuscht ‚Wellenbrecher‘ einfach nur, als Krimi ist es nicht spannend genug und als Komödie ist es unterirdisch.“
Auch Oliver Jungen findet in der FAZ kaum ein gutes Wort: „Die offizielle Episode zum fünfundzwanzigjährigen Dienstjubiläum des hobbymäßig […] Kriminalfälle lösenden Antiquars Georg Wilsberg führt die Kämpen nun abermals und ohne weitere Idee auf der Nordseeinsel zusammen. Der eigentliche Skandal aber ist das senil-debile Niveau des Skripts, das einen teedünnen Plot mit wattflachen Dialogen und schmierig dümmlichem Humor vereint. Auf Krimideutsch gesagt: unter aller Kanone. Armselig sind insbesondere die Frauenrollen – unablässig müssen sich die Protagonistinnen den Annäherungen einer libidogeplagten Altherrenriege erwehren –, und gewissermaßen zur Abrundung wird noch etwas Fatshaming (wie das heute heißt) draufgelegt. Das meiste ist aber schlicht öde.“